# ديف روبنز (ملحن)
ديف روبنز (بالإنجليزية: Dave Robbins)‏ هو عازف جاز وملحن أمريكي، ولد في 1923 في غرينسبورغ في الولايات المتحدة، وتوفي في 2005 في سيتشيلت في كندا.

## وصلات خارجية
- ديف روبنز على موقع ميوزك برينز (الإنجليزية)